# Marc de Basquiat
Pour les articles homonymes, voir Basquiat.
Marc de Basquiat, est un ingénieur et économiste, expert critique du système redistributif français, né le 16 août 1966 à Saint-Claude (Jura).
Expert reconnu sur la question du financement du revenu universel,, il succède en 2014 à Yoland Bresson comme président de l’Association pour l’Instauration du Revenu d’Existence (AIRE),.

## Biographie
Ses ascendants le lient directement à Alexis de Basquiat-Mugriet, député du Tiers état aux États généraux de 1789, et au frère du philosophe libéral Alexis de Tocqueville.
Après des études au lycée Malherbe à Caen, Marc de Basquiat intègre Supélec (Promotion 1990). Il est diplômé du MBA de ESCP Business School et docteur en économie de l’université d’Aix-Marseille.
Il mène d'abord une carrière d'ingénieur puis de cadre dirigeant dans les secteurs de l'informatique et de l'énergie (AREVA). Il développe à partir de 2003 des analyses originales qu'il concrétise par une thèse de doctorat, soutenue en 2011, qui apporte la démonstration de la faisabilité économique du concept de revenu universel en France.
En 2012, il contribue à fédérer les initiatives militantes en co-fondant le Mouvement français pour un revenu de base (MFRB). En 2014, il succède à Yoland Bresson comme président de l'Association pour l'instauration d'un revenu d'existence (AIRE) créée en 1989 par l'académicien Henri Guitton, qu'il réorganise et réoriente vers le lobbying de propositions concrètes auprès de responsables politiques de tous les bords politiques.
Début 2016, il convainc la sénatrice PS Nicole Bricq de lancer une "conférence du consensus" réunissant des sénateurs de tous les groupes politiques pour analyser l'idée de plus en plus évoquée d'un "revenu de base inconditionnel". Fait remarquable : le rapport très complet issu de ces travaux a été validé par l'ensemble des participants.
Depuis l'échec à la présidentielle de 2017 de Benoît Hamon, qui s'était fait le promoteur d'une version militante du concept, l'association AIRE présidée par Marc de Basquiat multiplie la pédagogie et les approches pour faire avancer ses propositions dans le débat politique.

## Travaux
Sa thèse de doctorat, rédigée sous la direction de l'économiste libéral Claude Gamel s'inscrit dans la continuité des travaux de François Bourguignon, qui a publié les premières simulations d'une forme de revenu universel prenant la forme d'un impôt négatif. Marc de Basquiat montre en 2011 que les réformes des prestations sociales (le RSA remplaçant le RMI) et de la fiscalité résultaient en un aplatissement presque parfait de la courbe de redistribution des revenus en France.
Les travaux sur le financement du revenu de base font de Marc de Basquiat un expert central et reconnu,. Il est notamment auditionné par le Sénat ou le CESE dans le cadre de travaux parlementaires. Ses travaux sont néanmoins critiqués par certains économistes de gauches tels que Denis Clerc, et Guillaume Allègre de l'OFCE.
Depuis 2018, Marc de Basquiat élargit sa réflexion à d'autres problématiques sociales et de fiscalité. Inspirée des travaux de Maurice Allais et d'Alain Trannoy, il propose l'introduction d'un impôt sur le capital immobilier, accompagné de la création d'un Service universel du logement. Enfin, il défend  avec le think tank GenerationLibre l'idée d'une "retraite à la carte",.
En 2020, il lance avec la députée centriste Valérie Petit et le philosophe Gaspard Koenig, la proposition du "Socle citoyen",, forme d'impôt négatif basé sur le mécanisme du prélèvement à la source de l'impôt sur le revenu. Le 26 novembre 2020, l'Assemblée Nationale adopte le lancement d'une étude de la proposition, mais cette initiative n'aura pas de suite.
En 2024, le think tank AIRE publie « L’Impôt Négatif Français » dont Marc de Basquiat est le principal auteur ; à cette occasion, il met en ligne un simulateur destiné à tester différentes configurations familiales et plusieurs situations économiques afin de comparer l’état présent à la réforme proposée.

### Livres
- 2021, L’ingénieur du revenu universel, Voyage d’une idée pour notre temps, L’Observatoire[24].
- 2017, LIBER, Volume II, une proposition réaliste, en collaboration avec Gaspard Koenig, Éditions de l’Onde[25].
- 2014, LIBER, un revenu de liberté pour tous, en collaboration avec Gaspard Koenig, Éditions de l’Onde[26]
- 2011, Objectif Oïkos, livre blanc du CJD, ouvrage collectif du Centre des Jeunes Dirigeants, Eyrolles[27].

### Rapports
- 2022, Expérimenter un revenu universel en Corse, StepLine[28].
- 2012, Rationalisation d'un système redistributif complexe : une modélisation de l'allocation universelle en France  – réduction de la thèse en économie soutenue le 30 novembre 2011 à Aix-en-Provence[29].
- 2008, Le rSa, une réforme au milieu du gué, Réponse au livre vert vers un revenu de Solidarité active[30].

### Articles
- 2023, «Regards croisés sur la mise en place d’un revenu universel et d’une allocation familiale unique», en collaboration avec Bertrand Fragonard, Revue de droit sanitaire et social, mai-juin 2023, Dalloz[31].
- 2022, « Sortir du piège anti-travail grâce à l’impôt négatif », revue Sociétal, 2e trimestre 2022, Le Travail, Tome 1[32].
- 2017, «Comment financer le revenu universel», La Vie des Idées[33].
- 2017, «Le revenu d’existence, une réforme triple : impôt, cotisations, prestations», La Revue de l'OFCE, n°154[34].